# Diamonds Are a Girl's Best Friend

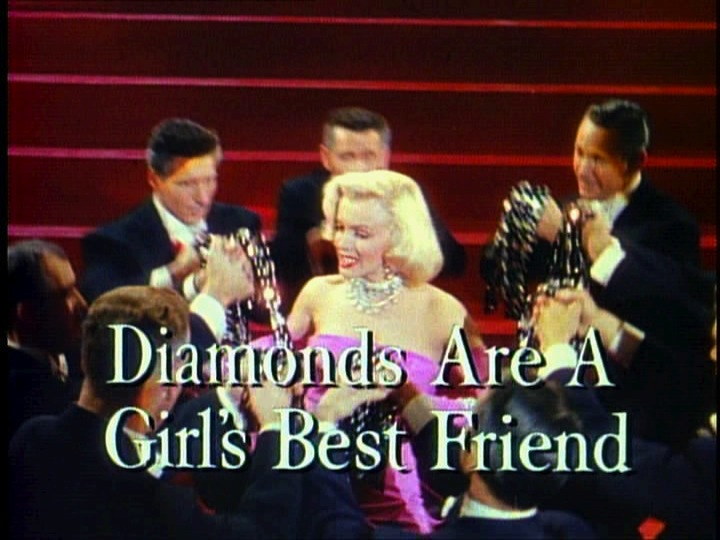
Monroe cantando a música no filme Gentlemen Prefer Blondes, em seu papel como Lorelei Lee.

A música é talvez a mais famosa realizada por Marilyn Monroe no filme Gentlemen Prefer Blondes de 1953. Personagem de Monroe, Lorelei Lee, foi seguido em um transatlântico por um detetive contratado pelo pai de seu noivo, que quer a garantia de que ela não vai se casar com ele apenas por dinheiro. Ele é informado de comprometer as fotos tiradas com um proprietário britânico numa mina de diamantes e cancela a sua carta de crédito antes de ela chegar na França, exigindo-la para trabalhar em uma boate para sobreviver. Seu noivo chega ao cabaré para vê-la executar esta canção, quanto à exploração de riquezas homens. Os diamantes são um elemento em uma outra linha de história no filme, em que Lorelei é dada uma tiara de diamantes pelo proprietário da mina, em gratidão por ela recuperar as fotografias. Em uma cena posterior, Jane Russell, que contracenou com Monroe, cantou "Diamonds Are a Girl's Best Friend" em um tribunal, enquanto fingindo ser Lorelei.
A interpretação de Marilyn Monroe na música tem sido considerado um desempenho icônico e desde então tem sido feito cover por outros artistas que vão de Madonna, Christina Aguilera, Kylie Minogue, Geri Halliwell e Thalía. Em um vídeo de Madonna, "Material Girl", usa um conjunto semelhante aos figurinos para a cantora e seus dançarinos.
A canção foi listada na 12.ª posição como a canção mais importante de todos os tempos pela American Film Institute.

## Outras versões
- Anna Nicole Smith gravou a canção em 1998.
- Ethel Merman gravou a canção em 1955.
- Lena Horne gravou a canção em 1958 para o álbum Give the Lady What She Wants.
- Julie London gravou a canção em 1961.
- Eartha Kitt gravou a canção em 1962.
- Emmylou Harris gravou a canção em 1983 na versão country para o álbum White Shoes.
- Thalía gravou a canção em 1991 em uma versão espanhol.
- Kylie Minogue gravou a canção em 1995.
- Em 2007, Beyoncé usou a canção para um comercial de seu perfume.
- Christina Aguilera fez um cover da canção em 2010, para seu primeiro filme, Burlesque.[3]
- Nicole Kidman aprensentou a música no filme Moulin Rouge!.
- Glee fez um cover da canção em um mashup com o single "Material Girl" de Madonna.
- Margot Robbie apresentou um trecho da música no filme Birds of Prey (filme).